# Half Moon Run
Gli Half Moon Run sono una band canadese indie rock di Montreal. I membri della band sono Devon Portielje alla voce principale, chitarre e percussioni;  Conner Molander alle voci, chitarre e tastiere; Dylan Phillips alle voci, batterie e tastiere; e Isaac Symonds alle voci, percussioni, mandolino, tastiere e chitarre. Il gruppo è conosciuto per il massiccio sound composto dalle percussioni e per l'utilizzo di molti strumenti durante le loro esibizioni.

## Carriera

### 2012–13:Dark Eyes

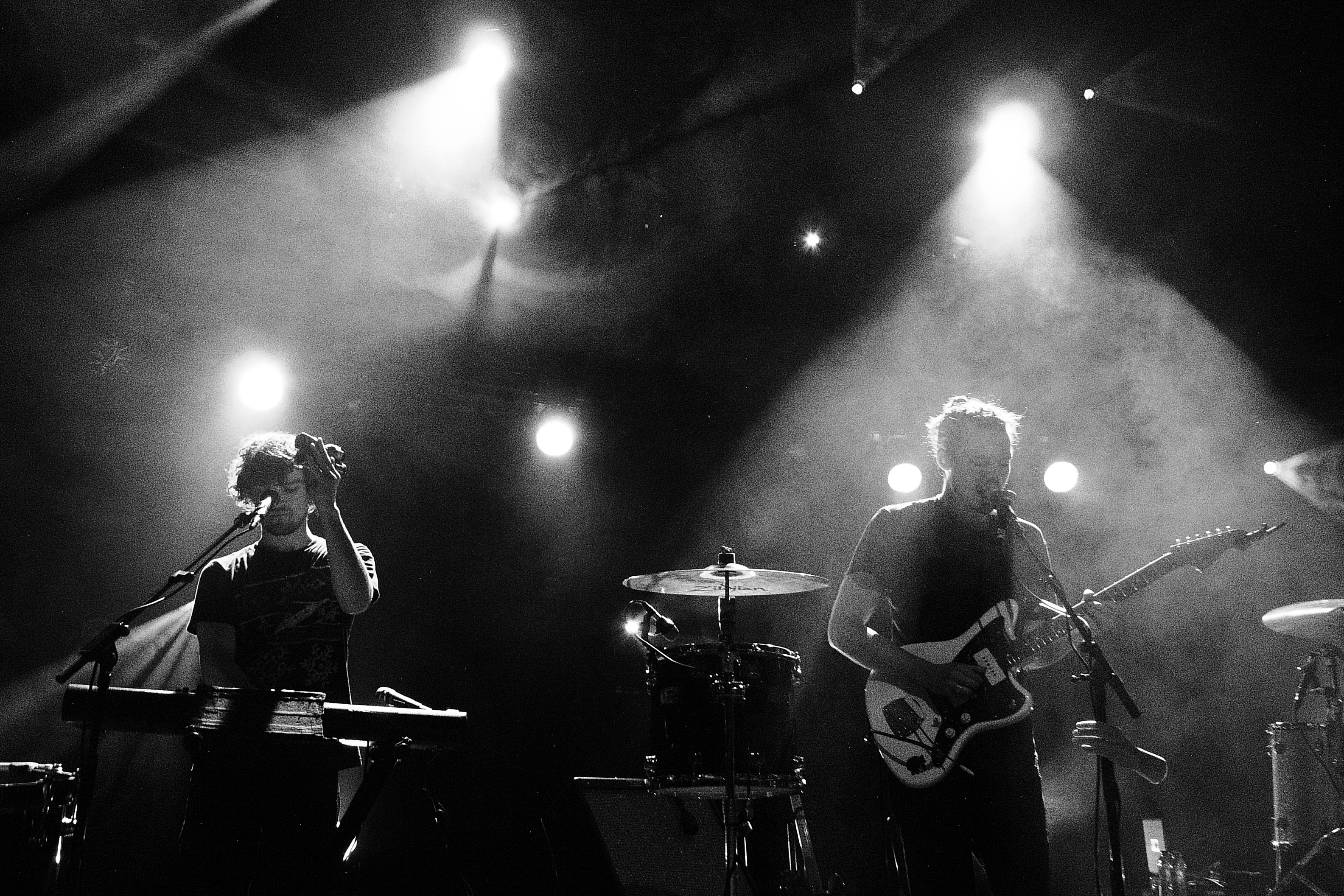
Half Moon Run in concerto

Il loro album di debutto, Dark Eyes, è stato pubblicato nel 2012, coprodotto da Daniel Lagacé e Nygel Asselin. Si sono esibiti in Europa, Australia e Nord America. Hanno inoltre suonato al South by Southwest, Osheaga, Canadian Music Week e al Glastonbury Festival 2013, e hanno aperto per artisti dal calibro dei Of Monsters and Men, Metric, Patrick Watson, City and Colour e Mumford & Sons.
Nell'Agosto del 2013, Ubisoft ha incluso "Full Circle" come colonna sonora del trailer di Assassin's Creed IV: Black Flag.
Nel Luglio del 2014, hanno annunciato di essere al lavoro sul loro secondo album, poi uscito nell'Autunno del 2015.

### 2015:Sun Leads Me One il tour Europeo
Il 24 Luglio 2015 la band ha annunciato un tour in Europa e in Gran Bretagna, con i relativi show a Londra, Parigi, Dublino, Bristol, Manchester, Leeds, Glasgow, Nottingham, Bruxelles, Cologne, Amsterdam e Berlino.
Il 7 Agosto 2015 la band ha annunciato, sulla sua pagina Twitter, la data di uscita del loro secondo album in Studio, Sun Leads Me On, il 23 Ottobre 2015. Contemporaneamente è uscita la teaser track "Trust", disponibile come free download con il preordine dell'album.

### 2019–present:A Blemish in the Great Light, abbandono di Symond, eSeasons of Change
Il 1 Novembre 2019, Half Moon Run hanno realizzato il loro terzo album A Blemish in the Great Light. L'album ha vinto il Juno Award per Adult Alternative Album of the Year agli Juno Awards of 2020.
Il 25 Maggio 2020, il gruppo annuncia che Isaac Symonds avrebbe voluto lasciare la band.
Durenate Maggio e Giugno 2020 mentre i membri dell gruppo sono suolati per la pandemia COVID-19, registrano e realizzano video in cui suonano le loro canzoni, compreso Symonds. Inoltre relaizziano sette singoli, sei dei quali più tardi saranno inseriti nell' EP Seasons of Change il 17 Luglio. Sono poi usciti in Settembre con The Covideo Sessions, un EP di versioni live di loro canzoni pubblicati precedentemente.
Il 21 Agosto 2020, Dylan Phillipsrealizza il suo EP di debutto intitolato Undercurrents.
Il 18 Marzo 2021, il gruppo realizza il singolo "How Come My Body" in preparazione del loro nuovo lavoro.

## Discografia

### Albums
| Titolo                       | Dettagli Album                                                                                     | Posizione in classifica | Posizione in classifica | Posizione in classifica | Posizione in classifica | Certificazioni |
| Titolo                       | Dettagli Album                                                                                     | BEL (Vl)                | BEL (Wa)                | FRA                     | NL                      | Certificazioni |
| ---------------------------- | -------------------------------------------------------------------------------------------------- | ----------------------- | ----------------------- | ----------------------- | ----------------------- | -------------- |
| Dark Eyes                    | - Uscita: 27 Marzo 2012 - Etichetta: Indica Records - Formati: Digital download, CD, 12" Vinyl     | 119                     | 186                     | 138                     | 48                      | - MC: Gold     |
| Sun Leads Me On              | - Rilascio: 23 Ottobre 2015 - Etichetta: Indica Records - Formati: Digital download, CD, 12" vinyl | 152                     | 81                      | 110                     | 49                      |                |
| A Blemish in the Great Light | - Released: 1 November 2019 - Label: Crystal Math Music - Format: Digital download, CD, 12" vinyl  | 3                       | —                       | —                       | —                       |                |
| Salt                         | - Released: 2 giugno 2023 - Label: BMG - Format: Digital download, CD, 12" vinyl                   | 48                      | —                       | —                       | —                       |                |

### Singoli
| 2012                                                         | "Full Circle"                                    | 29 | —  | 27 | 67 | 63 | 60  | Dark Eyes                    |
| 2013                                                         | "Call Me in the Afternoon"                       | 19 | 39 | 69 | —  | —  | 166 | Dark Eyes                    |
| 2014                                                         | "She Wants to Know"                              | 22 | 37 | —  | —  | —  | —   | Dark Eyes                    |
| 2015                                                         | "Trust"                                          | —  | —  | —  | —  | —  | —   | Sun Leads Me On              |
| 2015                                                         | "Turn Your Love"                                 | 11 | 13 | —  | —  | —  | —   | Sun Leads Me On              |
| 2016                                                         | "Consider Yourself"                              | —  | 43 | —  | —  | —  | —   | Sun Leads Me On              |
| 2019                                                         | "Then Again"                                     | —  | 21 | —  | —  | —  | —   | A Blemish in the Great Light |
| 2019                                                         | "Favourite Boy"                                  | —  | 36 | —  | —  | —  | —   | A Blemish in the Great Light |
| 2020                                                         | "Grow Into Love"                                 | —  | —  | —  | —  | —  | —   | Seasons of Change EP         |
| 2020                                                         | "All at Once"                                    | —  | —  | —  | —  | —  | —   | Seasons of Change EP         |
| 2020                                                         | "Jello On My Mind (More Sugar Mix)"              | —  | —  | —  | —  | —  | —   | Non-album single             |
| 2020                                                         | "You Won't" / "Look Me in the Eyes (Skitstövel)" | —  | —  | —  | —  | —  | —   | Seasons of Change EP         |
| 2020                                                         | "Monster"                                        | —  | —  | —  | —  | —  | —   | Seasons of Change EP         |
| 2020                                                         | "Seasons of Change"                              | —  | —  | —  | —  | —  | —   | Seasons of Change EP         |
| "—" denotes a single that did not chart or was not released. |                                                  |    |    |    |    |    |     |                              |

### Altre canzoni in classifica
| Anno | Titolo  | Posizione in classifica | Album     |
| Anno | Titolo  | BEL (Vl)                | Album     |
| ---- | ------- | ----------------------- | --------- |
| 2013 | "Nerve" | 36                      | Dark Eyes |